# Magyar Vagon Dunakeszi
Die Magyar Vagon Dunakeszi Járműgyártó, Javító és Karbantartó Korlátolt Felelősségű Társaság (kurz: Magyar Vagon Dunakeszi Kft.)  ist ein ungarischer Hersteller von Eisenbahnwagen und Reparaturwerk mit Sitz in Dunakeszi.

## Geschichte
Die erste Eisenbahnwerkstatt wurde 1911 hier eröffnet. Seit 2020 gehört Dunakeszi Járműjavító zu 90 % einem Joint Venture zwischen der Transmashholding (TMH) und einer ungarischen Investmentgesellschaft. Magyar Vagon Befektetési Vagyonkezelő Zrt, eine ungarische Investmentgesellschaft, erwarb den Anteil der TMH International an TMH Hungary Invest, dem Haupteigentümer des zu dem Zeitpunkt Dunakeszi Jarmüjavitó Kft. genannten Unternehmens, und damit befindet sich das Unternehmen vollständig in ungarischem Besitz. Im Oktober 2024 erhielt das Unternehmen den heutigen Namen.

## Produkte (Auszug)
- Ebbelwei-Expreß (Sanierung, 2012)[4]
- Personenwagen für die Ägyptische Staatsbahnen[5]
- KISS-Doppelstocktriebzüge (Endmontage) für die MÁV[6]